# Valér
A Valér latin eredetű férfinév, a Valerius nemzetségnévből. Jelentése:  erős, egészséges. Női párja: Valéria.

## Gyakorisága
Az 1990-es években szórványos név, a 2000-es években nem szerepel a 100 leggyakoribb férfinév között.

## Névnapok
- január 29.[2]
- március 10.[2]
- június 14.[2]
- december 15.[2]

## Idegen nyelvi változatai
- Valéry (francia)
- Valerij (orosz)

## Híres Valérok
- Bády Valér Ferences rendi szerzetes
- Ferenczy Valér festő, grafikus
- Mende Valér építész, grafikus
- Valeri Bozsinov bolgár válogatott labdarúgó
- Valéry Giscard d’Estaing francia politikus, miniszter, köztársasági elnök
- Valerij Nyikolajevics Kubaszov szovjet űrhajós
- Valerij Pavlovics Pusztovojtenko ukrán politikus
- Valerij Vlagyimirovics Butyenko orosz labdarúgó